# Podział administracyjny Węgier
Podział administracyjny Węgier jest trójstopniowy. Artykuł zawiera informacje o aktualnym i historycznym podziale kraju.

## Stan obecny
Dzisiejszy podział administracyjny Węgier jest trzystopniowy. Obszar państwa jest podzielony na komitaty (vármegye; obecnie 19), które dzielą się na powiaty (dawniej kistérség, obecnie járás – 175), a te – na gminy (település – miejskie város, obecnie 346, oraz wiejskie község i nagyközség, obecnie 2809). Rangę równą powiatom mają miasta na prawach komitatu (megyei jogú város, obecnie 23). Szczególny status, równy komitatowi, ma stołeczny Budapeszt (főváros), który dzieli się na dzielnice (kerület). Jednostki podziału administracyjnego Węgier I i II stopnia są jednostkami administracji rządowej, a III stopnia samorządu terytorialnego.

### Komitaty

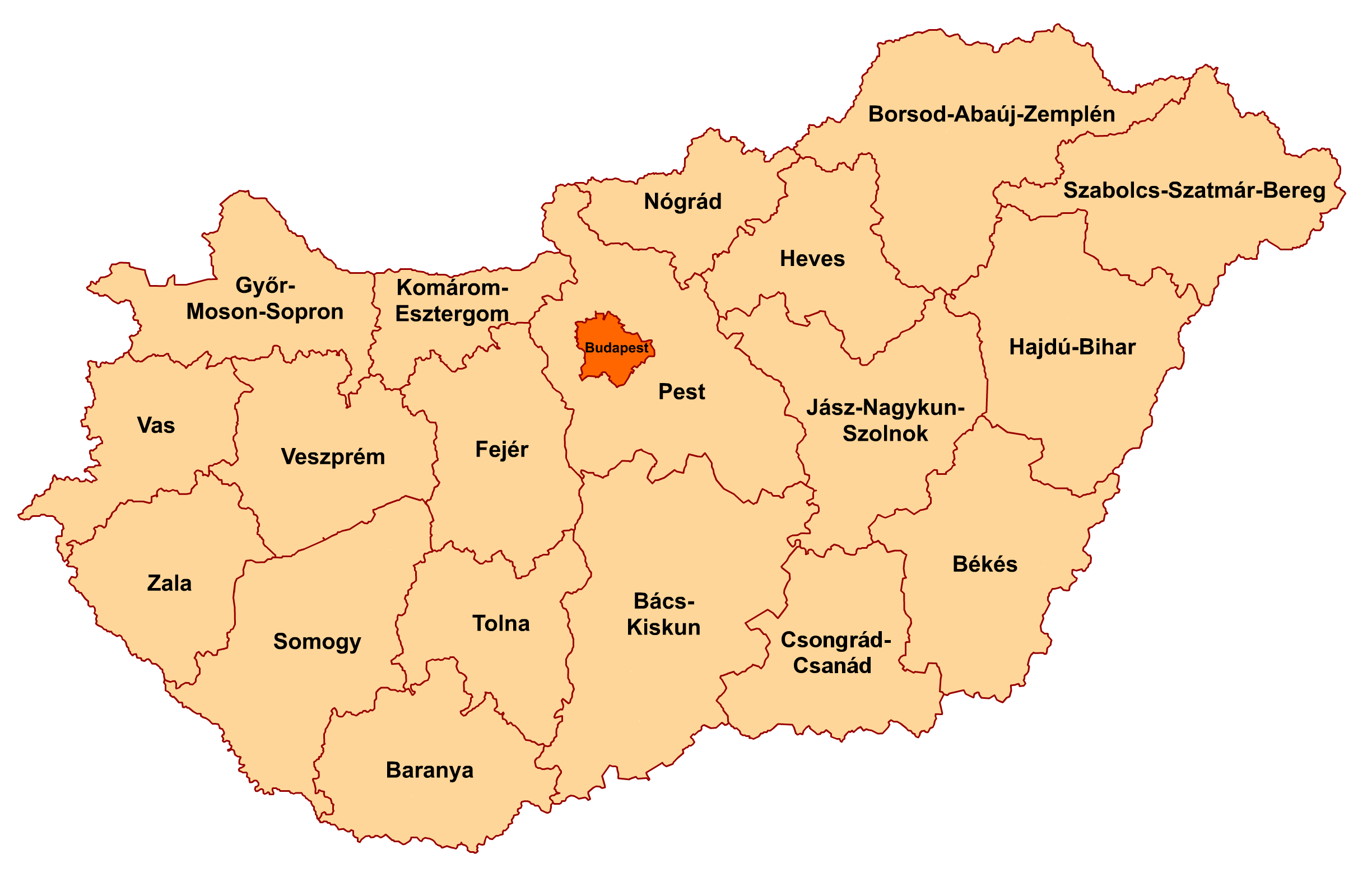
Komitaty

| Komitat                | Siedziba władz | Powierzchnia (w km²) | Liczba ludności (2020) | Gęstość zaludnienia (os./km², 2020) | Liczba gmin | Liczba gmin |
| Komitat                | Siedziba władz | Powierzchnia (w km²) | Liczba ludności (2020) | Gęstość zaludnienia (os./km², 2020) | Miejskich   | Wiejskich   |
| ---------------------- | -------------- | -------------------- | ---------------------- | ----------------------------------- | ----------- | ----------- |
| Budapeszt              | Budapeszt      | 525                  | 1 750 216              | 3333                                | 1           | –           |
| Bács-Kiskun            | Kecskemét      | 8444                 | 502 220                | 59                                  | 22          | 97          |
| Baranya                | Pécs           | 4429                 | 359 109                | 81                                  | 14          | 287         |
| Békés                  | Békéscsaba     | 5631                 | 330 542                | 59                                  | 22          | 53          |
| Borsod-Abaúj-Zemplén   | Miszkolc       | 7247                 | 637 064                | 88                                  | 29          | 329         |
| Csongrád-Csanád        | Segedyn        | 4262                 | 398 332                | 93                                  | 10          | 50          |
| Fejér                  | Székesfehérvár | 4358                 | 418 603                | 96                                  | 17          | 91          |
| Győr-Moson-Sopron      | Győr           | 4088                 | 473 141                | 112                                 | 12          | 171         |
| Hajdú-Bihar            | Debreczyn      | 6210                 | 526 727                | 85                                  | 21          | 61          |
| Heves                  | Eger           | 3637                 | 293 421                | 81                                  | 11          | 110         |
| Jász-Nagykun-Szolnok   | Szolnok        | 5581                 | 366 905                | 66                                  | 22          | 56          |
| Komárom-Esztergom      | Tatabánya      | 2265                 | 300 995                | 133                                 | 12          | 64          |
| Nógrád                 | Salgótarján    | 2544                 | 188 092                | 74                                  | 6           | 125         |
| Pest                   | Budapeszt      | 6393                 | 1 297 102              | 203                                 | 54          | 133         |
| Somogy                 | Kaposvár       | 6035                 | 299 950                | 49                                  | 16          | 230         |
| Szabolcs-Szatmár-Bereg | Nyíregyháza    | 5936                 | 549 028                | 92                                  | 28          | 201         |
| Tolna                  | Szekszárd      | 3703                 | 215 514                | 58                                  | 11          | 98          |
| Vas                    | Szombathely    | 3336                 | 254 137                | 76                                  | 13          | 203         |
| Veszprém               | Veszprém       | 4493                 | 341 157                | 76                                  | 15          | 202         |
| Zala                   | Zalaegerszeg   | 3784                 | 267 271                | 71                                  | 10          | 248         |
| Węgry                  | Budapeszt      | 93 030               | 9 769 526              | 105                                 | 346         | 2 809       |

### Miasta na prawach komitatu
| - Békéscsaba - Debreczyn - Dunaújváros - Eger - Érd - Győr - Hódmezővásárhely - Kaposvár | - Kecskemét - Miszkolc - Nagykanizsa - Nyíregyháza - Pecz - Salgótarján - Sopron - Szeged | - Szekszárd - Székesfehérvár - Szolnok - Szombathely - Tatabánya - Veszprém - Zalaegerszeg |

### Powiaty

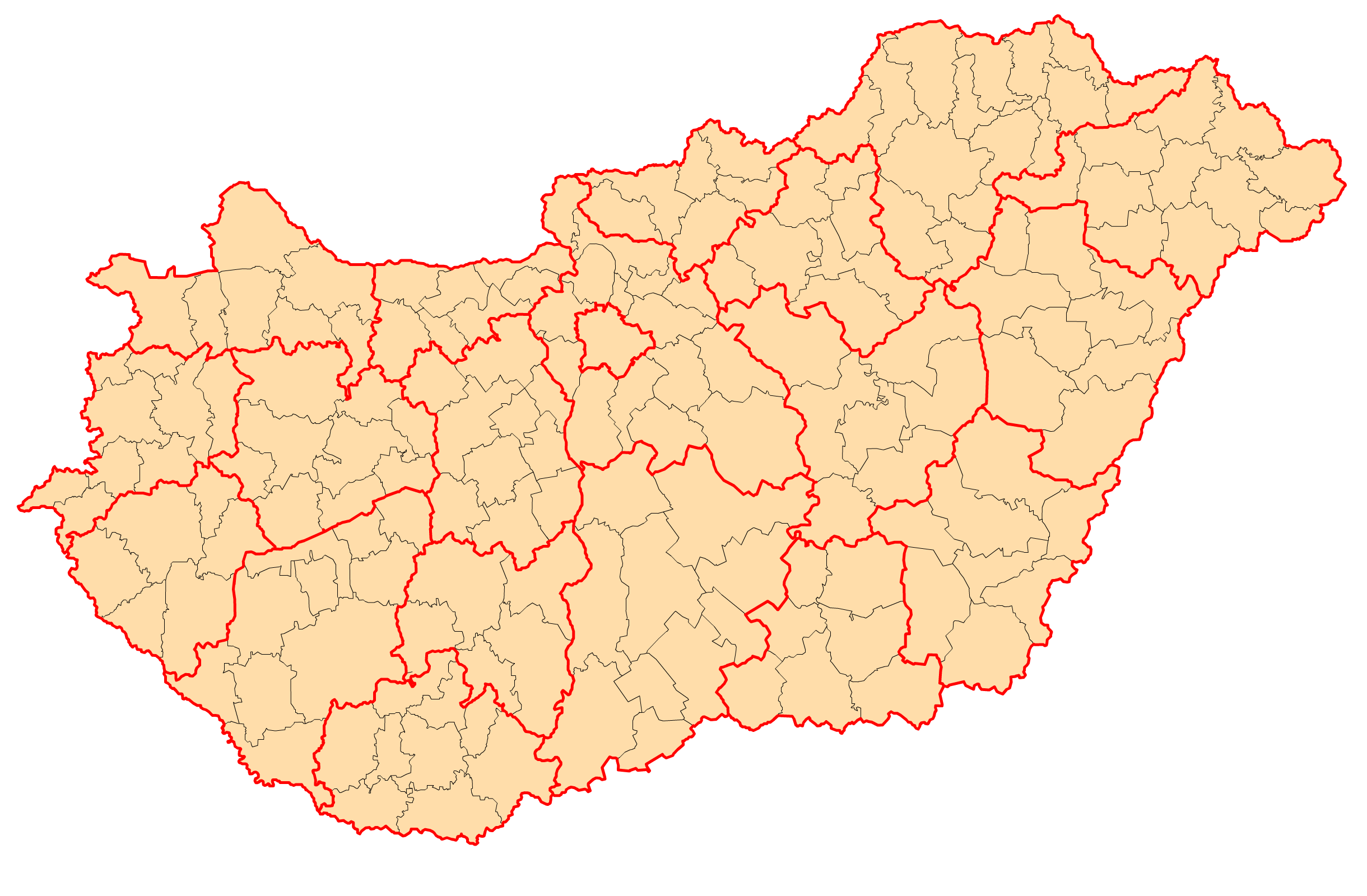
Powiaty

Powiat na Węgrzech stanowi jednostkę podziału administracyjnego II stopnia i najniższy szczebel administracji rządowej w terenie. Obecnie istnieje ich 175.

### Regiony NUTS

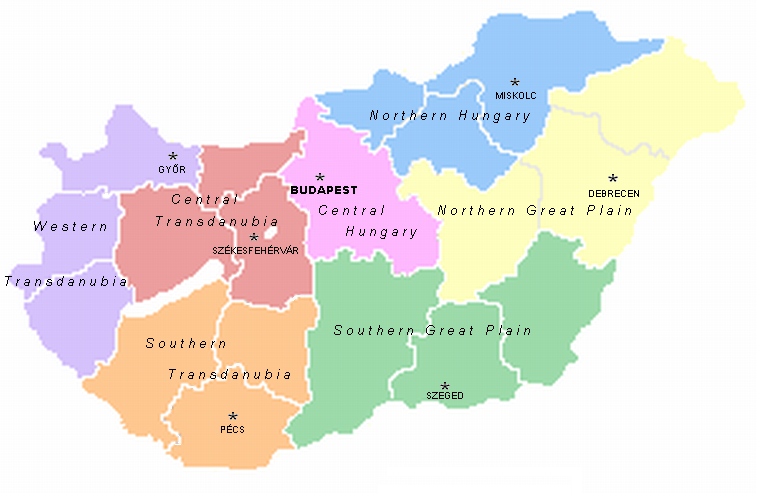
Regiony NUTS

Dla celów statystyki wspólnotowej komitaty Węgier zgrupowano w systemie NUTS w 7 regionach:
- zachodni kraj zadunajski,
- środkowy kraj zadunajski,
- południowy kraj zadunajski,
- środkowe Węgry,
- północne Węgry,
- południowa Wielka Nizina,
- północna Wielka Nizina.

## Historyczny podział administracyjny Węgier

### Do 1526
Pierwszą formą podziału administracyjnego Węgier był podział na obszary podlegające władzy wodzów poszczególnych plemion madziarskich po podboju Kotliny Panońskiej. Po umocnieniu się władzy centralnej w X wieku królowie węgierscy zaczęli tworzyć system administracyjny w postaci komitatów (megye) z mianowanymi przez siebie żupanami (ispán). Na niektórych terenach, zwłaszcza byłych Wielkich Moraw, komitaty powstawały na bazie dawnej administracji słowiańskiej – żup. Liczba komitatów rosła z upływem czasu, gdyż pierwotne rozległe komitaty dzielono na mniejsze. Pod koniec XI wieku Węgry dzieliły się na około 50 komitatów. Granice komitatów ustabilizowały się w XV wieku i w wielu przypadkach przetrwały do dziś.
Początkowo komitaty były wyłącznie jednostkami administracji królewskiej. Począwszy od XIV wieku – kryzysu dynastycznego po wygaśnięciu dynastii Arpadów – władza centralna na Węgrzech słabła, natomiast rosły siły lokalnych możnowładców i ogółu szlachty. Przejawem tego procesu była zmiana roli komitatu, który stopniowo stawał się jednostką szlacheckiego stanowego samorządu terytorialnego. Godność żupana stała się dziedziczna w poszczególnych rodach magnackich.
System administracyjny średniowiecznych Węgier nie był jednolity. Poza komitatami występowało wiele jednostek administracyjnych o różnym statusie. Były to:
- wolne miasta królewskie i wolne górnicze miasta królewskie – miasta obdarzone samorządem i podlegające bezpośrednio królowi,
- marchie (marchiae, határispánságok) – niewielkie pograniczne komitaty z ośrodkami w dobrze ufortyfikowanych zamkach, zajmujące się przede wszystkim ochroną granic; zanikły pod koniec średniowiecza, przekształcając się w zwykłe komitaty lub wchodząc w ich skład,
- banaty – rodzaj marchii na południowej granicy Królestwa,
- autonomiczne i półautonomiczne jednostki o szczególnym statusie, z reguły związane z obowiązkami wojskowymi zamieszkującej je ludności: Jazygia, Kumania, Prowincja X spiskich kopijników (później Prowincja XXIV miast spiskich).

Od 1102 w unii personalnej z Węgrami pozostawało Królestwo Chorwacji. Choć do końca trwania tej unii Węgry i Chorwacja pozostały odrębnymi państwami, to jednak ustrój obu królestw stopniowo się upodabniał, również pod względem administracyjnym. W Chorwacji także powstał system komitatów, zwanych tam żupami.
W miarę wzrostu liczby ludności i gęstości zaludnienia Węgier pojawiała się potrzeba podziału administracyjnego na jednostki mniejsze od komitatu. W XV wieku komitaty zaczęto dzielić na mniejsze jednostki, wywodzące się z dotychczasowych okręgów sądowych, zwane processus (także reambulatio, węg. szolgabírói járás), z tzw. sędzią szlacheckim na czele. W każdym komitacie powstawały cztery takie jednostki. Od XVIII wieku ich liczba rosła. Processus dzielił się na 2 do 6 mniejszych jednostek zwanych circulus z podsędkiem na czele.

### 1526–1849
Po podziale Węgier między monarchię habsburską i Imperium Osmańskie w każdej z tych części powstał odmienny system administracji. Na terenach okupowanych przez Turków sułtani utworzyli system wilajetów – rozległych jednostek administracyjnych o charakterze typowo feudalnym i o dość dużej samodzielności. Siedzibami wilajetów obejmujących Węgry były Buda (Budin), Eger (Eğri), Szigetvár (Sigetvar, później Kanizsa – Kanije), Timișoara (Timisvar), Győr (Yanik), Érsekújvár (Uyvar, dzisiejsze Nove Zamky) i Sarajewo (Saraybosna). Wasalne wobec sułtana Księstwo Siedmiogrodu utrzymało podział na komitaty, jednak silna władza książąt sprowadziła je do poziomu okręgów książęcej administracji. Oprócz tego autonomią cieszyły się terytorialne wspólnoty Sasów i Seklerów.
W monarchii habsburskiej, obejmującej zachodnią i północną część dawnych Węgier, pozostawiono system komitatów jako jednostek samorządu szlacheckiego, jednak stopniowo ograniczano ich samodzielność, sprowadzając je do roli okręgów administracji centralnej. Już w 1547 r. cesarz wprowadził obok systemu komitatów podział administracyjny na tzw. kapitanaty generalne (főkapitányságok) – jednostki scentralizowanej administracji wojskowej z pewnymi kompetencjami cywilnymi. Na początku powołano dwa kapitanaty: przeddunajski (na ziemiach dzisiejszej Słowacji) i zadunajski (w pozostałej części Węgier habsburskich). Kapitanaty podlegały dalszym podziałom. W 1606 było ich już sześć:
- „Górne Węgry” (dzisiejsza wschodnia Słowacja i Zakarpacie), powstały w 1563,
- „zadunajski i górniczy” (zachodnia i środkowa Słowacja), powstały w 1563,
- „między Dunajem i Balatonem” (dzisiejszy Burgenland i północno-zachodnie Węgry),
- „między Balatonem i Drawą” (dzisiejsze pogranicze Austrii, Węgier i Słowenii),
- „chorwacki” (Slawonia),
- „Vend”.

W latach 1553 i 1578 wzdłuż południowej granicy Królestwa utworzono podległą bezpośrednio cesarzowi specjalną jednostkę o charakterze marchii – Pogranicze Wojskowe.
Po wyparciu Turków na początku XVIII wieku całe Królestwo Węgier znalazło się pod władzą dynastii Habsburgów. Na całym obszarze Królestwa, z wyjątkiem Pogranicza Wojskowego, został odtworzony system komitatów, których powstało około 70. Oprócz tego w 1718 na południowej granicy utworzono Banat Temeszwarski – wojskową jednostkę administracyjną podległą bezpośrednio cesarzowi. Banat Temeszwarski włączono do Królestwa Węgier w 1779.
Po ugruntowaniu się władzy Habsburgów na Węgrzech cesarze przystąpili do reform w zarządzaniu krajem, zmierzających do centralizacji i usprawnienia władzy. W 1785 cesarz Józef II Habsburg podzielił Węgry na 10 dystryktów łączących administrację cywilną i wojskową. Dystrykty łączyły w sobie po kilka dotychczasowych komitatów, jednak w toku kolejnej reformy, w 1786, cesarz arbitralnie zmienił granice komitatów i wiele z nich połączył. Każdy dystrykt dzielił się na 4 do 7 processus. Dystrykty były tylko okręgami administracji centralnej – samorząd szlachecki został zlikwidowany. Dotychczasową urzędową łacinę zastąpiono językiem niemieckim. Wskutek ogólnego oporu szlachty węgierskiej cesarz był zmuszony wycofać się z tych reform już w 1790, przywracając poprzedni system administracyjny.

### 1849–1867

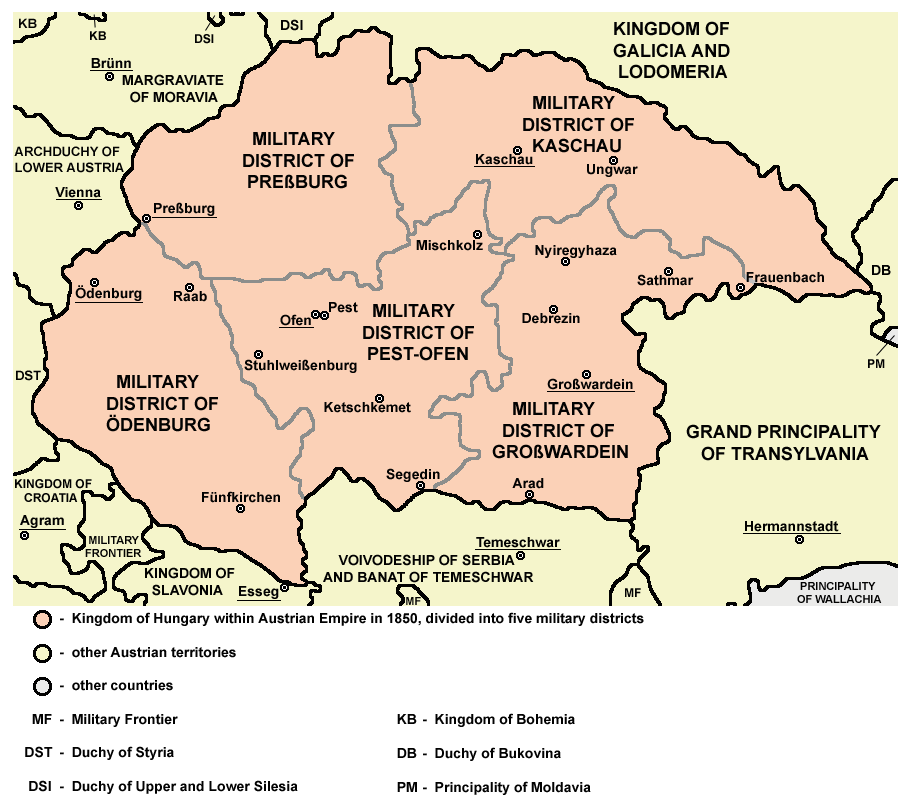
Dystrykty wojskowe w 1850

System komitatów przetrwał do klęski węgierskiej Wiosny Ludów w 1849. Okres dzielący tę wojnę od powstania monarchii dualistycznej w 1867 cechowały częste, diametralne zmiany podziału administracyjnego Węgier i charakteru administracji.
Po zakończeniu walk Wiosny Ludów cesarz Franciszek Józef objął ziemie węgierskie specjalnym, represyjnym systemem administracji. Samorząd szlachecki został zniesiony, komitaty stały się okręgami centralnej administracji cesarskiej. 24 października 1849 rząd Aleksandra Bacha wprowadził przejściowy system administracji Królestwa Węgier. Od Królestwa oderwano Chorwację, Wojwodinę, Banat Temeszwarski i Pogranicze Wojskowe, które podporządkowano bezpośrednio cesarzowi. Pozostałą część Węgier podzielono na pięć okręgów wojskowych (Bratysława, Koszyce, Oradea, Peszt-Buda i Sopron), zarządzanych przez generałów mianowanych przez cesarza. Okręgi wojskowe dzieliły się na okręgi cywilne (przeciętnie po 4), okręgi cywilne – na dotychczasowe komitaty, a te na dystrykty.
Już 13 sierpnia 1850 system ten zreformowano poprzez przywrócenie mu cywilnego charakteru. Dotychczasowe okręgi cywilne zniesiono, a okręgi wojskowe zmieniono w cywilne, dzielące się na komitaty. 19 stycznia 1853 dokonano kolejnej reformy – okręgi przemianowano na gubernatorstwa zarządzane przez komisarzy i spod ich kompetencji wyjęto sądownictwo. 20 października 1860 przywrócono administrację sprzed 1848, jednak w 1863 ponownie zniesiono samorząd.

### 1867–1918
Nowożytne Królestwo Węgierskie wprowadziło podział administracyjny we współczesnym rozumieniu. Pozostawiono podział na komitaty w tradycyjnych granicach. Komitaty były jednostkami samorządu – już nie tylko szlachty, lecz również pozostałych mieszkańców komitatu. Władze centralne jednak stopniowo uszczuplały kompetencje samorządów komitackich. Stopniowo ujednolicono strukturę administracyjną państwa: w 1868 ostatecznie włączono w skład Węgier Siedmiogród, w 1873 zniesiono Pogranicze Wojskowe, którego tereny włączono do Węgier i Chorwacji. W 1868 uregulowano status Fiume (dzisiejszej Rijeki) jako samodzielnej węgierskiej enklawy w Chorwacji.
W 1870 ujednolicono status miast. Dotychczasowe miasta komitackie wyjęto spod władzy komitatów i zrównano w prawach z wolnymi miastami królewskimi, które pozbawiono ich dotychczasowych swobód. Jednak już w 1876 miasta, z wyjątkiem 25 na Węgrzech i 5 w Chorwacji, ponownie podporządkowano administracji komitackiej.

Komitaty w latach 1882–1918

W 1867 powstało 65 komitatów, do których zwykle doliczano 8 komitatów w Chorwacji. Jedyne zmiany w tej liczbie zaszły w 1876, gdy połączono komitaty Kraszna i Közép-Szolnok w komitat Szilágy oraz w 1882, gdy mały komitat Torna włączono do komitatu Abaúj. Większe przesunięcia granic miały miejsce w 1876, mniejsze – w 1877, 1882 i 1884. Tak jak poprzednio, komitaty dzieliły się na processus, coraz częściej zwane po prostu powiatami. Ich liczba stopniowo rosła, w 1891 było ich 409.
Komitaty nieformalnie łączono w osiem grup (kręgów):
- lewy brzeg Dunaju,
- prawy brzeg Dunaju,
- między Dunajem a Cisą,
- na prawym brzegu Cisy,
- na lewym brzegu Cisy,
- między Cisą a Maruszą,
- Siedmiogród,
- Chorwacja.

| Krąg                  | Komitat                | Siedziba władz   | Powierzchnia (km²) | Liczba mieszkańców              | Dzisiejsza przynależność   |
| --------------------- | ---------------------- | ---------------- | ------------------ | ------------------------------- | -------------------------- |
| Lewy brzeg Dunaju     | Árva                   | Alsókubin        | 2.018              | 78.745                          | Słowacja, Polska           |
| Lewy brzeg Dunaju     | Bars                   | Aranyosmarót     | 2.723              | 165.122                         | Słowacja                   |
| Lewy brzeg Dunaju     | Esztergom              | Esztergom        | 1.076,35           | 87.651                          | Słowacja, Węgry            |
| Lewy brzeg Dunaju     | Hont                   | Ipolyság         | 2.633              | 132.441                         | Słowacja, Węgry            |
| Lewy brzeg Dunaju     | Liptó                  | Liptószentmiklós | 2.246,70           | 82.159                          | Słowacja                   |
| Lewy brzeg Dunaju     | Nógrád                 | Balassagyarmat   | 4.132,80           | 239.097                         | Słowacja, Węgry            |
| Lewy brzeg Dunaju     | Nyitra                 | Nyitra           | 5.519              | 457.455                         | Słowacja                   |
| Lewy brzeg Dunaju     | Pozsony                | Pozsony          | 4.370              | 389.750                         | Słowacja                   |
| Lewy brzeg Dunaju     | Trencsén               | Trencsén         | 4.456              | 310.437                         | Słowacja                   |
| Lewy brzeg Dunaju     | Turóc                  | Turócszentmárton | 1.123              | 55.703                          | Słowacja                   |
| Lewy brzeg Dunaju     | Zólyom                 | Besztercebánya   | 2.730,17           | 124.420                         | Słowacja                   |
| Prawy brzeg Dunaju    | Baranya                | Pécs             | 5.176,31           | 334.764                         | Węgry, Chorwacja           |
| Prawy brzeg Dunaju    | Fejér                  | Székesfehérvár   | 4.129              | 261.133                         | Węgry                      |
| Prawy brzeg Dunaju    | Győr                   | Győr             | 1.381,11           | 134.154 (1907)                  | Węgry                      |
| Prawy brzeg Dunaju    | Komárom                | Komárom          | 2.843              | 201.850                         | Słowacja, Węgry            |
| Prawy brzeg Dunaju    | Moson                  | Mosonmagyaróvár  | 2.013,90           | 94.479                          | Węgry, Austria, Słowacja   |
| Prawy brzeg Dunaju    | Somogy                 | Kaposvár         | 6.530,94           | 326.835                         | Węgry                      |
| Prawy brzeg Dunaju    | Sopron                 | Sopron           | 3.240,99           | 279.7926                        | Węgry, Austria             |
| Prawy brzeg Dunaju    | Tolna                  | Szekszárd        | 3.537              | 267.259                         | Węgry                      |
| Prawy brzeg Dunaju    | Vas                    | Szombathely      | 5.472              | 439.671 (1907)                  | Węgry, Austria, Słowenia   |
| Prawy brzeg Dunaju    | Veszprém               | Veszprém         | 3.953              | 229.501 (1920)                  | Węgry                      |
| Prawy brzeg Dunaju    | Zala                   | Zalaegerszeg     | 5.974,62           | 465.143                         | Węgry, Chorwacja, Słowenia |
| Między Dunajem a Cisą | Bács-Bodrog            | Zombor           | 10.362             | 812.385                         | Węgry, Serbia              |
| Między Dunajem a Cisą | Csongrád               | Szentes          | 3.544              | 295.927                         | Węgry                      |
| Między Dunajem a Cisą | Heves                  | Eger             | 3.878,35           | 233.785                         | Węgry                      |
| Między Dunajem a Cisą | Jász-Nagykun-Szolnok   | Szolnok          | 5.251              | 387.225 (1920)                  | Węgry                      |
| Między Dunajem a Cisą | Pest-Pilis-Solt-Kiskun | Budapeszt        | 11.817             | 1.909.600 (włączając Budapeszt) | Węgry                      |
| Prawy brzeg Cisy      | Abaúj-Torna            | Kassa            | 3.323              | 205.656 (1907)                  | Słowacja, Węgry            |
| Prawy brzeg Cisy      | Bereg                  | Beregszász       | 3.787,89           | 208.589                         | Ukraina, Węgry             |
| Prawy brzeg Cisy      | Borsod                 | Miszkolc         | 3.629              | 289.914                         | Węgry                      |
| Prawy brzeg Cisy      | Gömör és Kishont       | Rimaszombat      | 4.289,07           | 183.784                         | Słowacja, Węgry            |
| Prawy brzeg Cisy      | Sáros                  | Eperjes          | 3.652              | 174.620                         | Słowacja                   |
| Prawy brzeg Cisy      | Szepes                 | Lőcse            | 3.668              | 172.867                         | Słowacja, Polska           |
| Prawy brzeg Cisy      | Ung                    | Ungvár           | 3.230              | 162.089                         | Słowacja, Ukraina          |
| Prawy brzeg Cisy      | Zemplén                | Sátoraljaújhely  | 6.269,30           | 343.194                         | Słowacja, Węgry            |
| Lewy brzeg Cisy       | Békés                  | Gyula            | 3.670,50           | 278.731                         | Węgry                      |
| Lewy brzeg Cisy       | Bihar                  | Nagyvárad        | 10.657             | 646.301                         | Rumunia, Węgry             |
| Lewy brzeg Cisy       | Hajdú                  | Debreczyn        | 3.343              | 253.863                         | Węgry                      |
| Lewy brzeg Cisy       | Máramaros              | Máramarossziget  | 9.720              | 342.401 (1907)                  | Ukraina, Rumunia           |
| Lewy brzeg Cisy       | Szabolcs               | Nyíregyháza      | 4.637              | 319.818                         | Węgry                      |
| Lewy brzeg Cisy       | Szatmár                | Nagykároly       | 6.257,44           | 367.570                         | Rumunia, Węgry             |
| Lewy brzeg Cisy       | Szilágy                | Zilah            | 3.815              | 230.140                         | Rumunia                    |
| Lewy brzeg Cisy       | Ugocsa                 | Nagyszőllős      | 1.190,63           | 75.461                          | Ukraina, Rumunia           |
| Między Cisą a Maruszą | Arad                   | Arad             | 6.077,66           | 386.100                         | Rumunia, Węgry             |
| Między Cisą a Maruszą | Csanád                 | Makó             | 1.714,56           | 147.086 (1907)                  | Węgry, Rumunia             |
| Między Cisą a Maruszą | Krassó-Szörény         | Lugos            | 11.032             | 466.147                         | Rumunia                    |
| Między Cisą a Maruszą | Temes                  | Temesvár         | 7.433              | 502.866 (1907)                  | Rumunia, Serbia            |
| Między Cisą a Maruszą | Torontál               | Nagybecskerek    | 10.042             | 649.593                         | Serbia, Rumunia, Węgry     |
| Siedmiogród           | Alsó-Fehér             | Nagyenyed        | 3.580,38           | 212.352                         | Rumunia                    |
| Siedmiogród           | Beszterce-Naszód       | Beszterce        | 4.167,15           | 119.014                         | Rumunia                    |
| Siedmiogród           | Brassó                 | Brassó           | 1.499              | 101.199                         | Rumunia                    |
| Siedmiogród           | Csík                   | Csíkszereda      | 4.859,07           | 145.720                         | Rumunia                    |
| Siedmiogród           | Fogaras                | Fogaras          | 2.433              | 95.174                          | Rumunia                    |
| Siedmiogród           | Háromszék              | Sepsiszentgyörgy | 3.889              | 148.080                         | Rumunia                    |
| Siedmiogród           | Hunyad                 | Déva             | 7.783              | 340.135                         | Rumunia                    |
| Siedmiogród           | Kis-Küküllő            | Dicsőszentmárton | 1.724              | 116.091                         | Rumunia                    |
| Siedmiogród           | Kolozs                 | Kolozsvár        | 5.006              | 286.687                         | Rumunia                    |
| Siedmiogród           | Maros-Torda            | Marosvásárhely   | 4.187,73           | 197.528                         | Rumunia                    |
| Siedmiogród           | Nagy-Küküllő           | Segesvár         | 3.337              | 148.826                         | Rumunia                    |
| Siedmiogród           | Szeben                 | Nagyszeben       | 3.619              | 176.921                         | Rumunia                    |
| Siedmiogród           | Szolnok-Doboka         | Dés              | 4.786              | 251.936                         | Rumunia                    |
| Siedmiogród           | Torda-Aranyos          | Torda            | 3.497,30           | 171.500 (1907)                  | Rumunia                    |
| Siedmiogród           | Udvarhely              | Székelyudvarhely | 2.938              | 124.173                         | Rumunia                    |
| –                     | Fiume                  | Fiume            | 1,96               | 29.494                          | Chorwacja                  |
| Chorwacja             | Belovár-Kőrös          | Belovár          | 5.047,73           | 266.210                         | Chorwacja                  |
| Chorwacja             | Lika-Krbava            | Goszpics         | 6.211,48           | 190.978                         | Chorwacja                  |
| Chorwacja             | Modrus-Fiume           | Ogulin           | 4.879,09           | 220.629                         | Chorwacja                  |
| Chorwacja             | Pozsega                | Pozsega          | 4.932,95           | 202.836                         | Chorwacja                  |
| Chorwacja             | Szerém                 | Vukovár          | 6.865,80           | 347.022                         | Chorwacja, Serbia          |
| Chorwacja             | Varasd                 | Varasd           | 2.521,28           | 258.066                         | Chorwacja                  |
| Chorwacja             | Verőce                 | Eszék            | 4.866,88           | 216.417                         | Chorwacja                  |
| Chorwacja             | Zágráb                 | Zágráb           | 7.210,04           | 484.252                         | Chorwacja                  |

### Po 1918

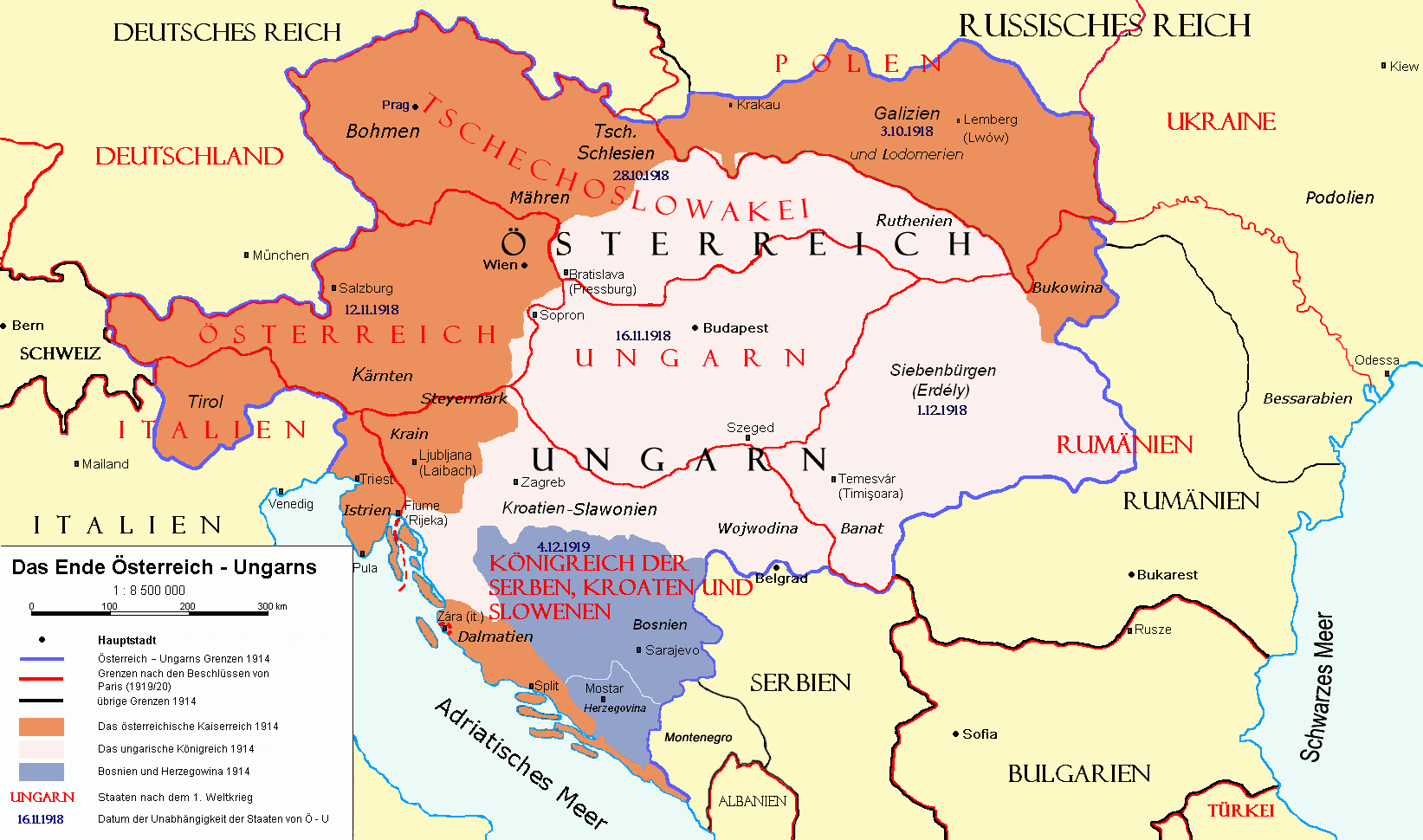
Rozpad Austro-Węgier

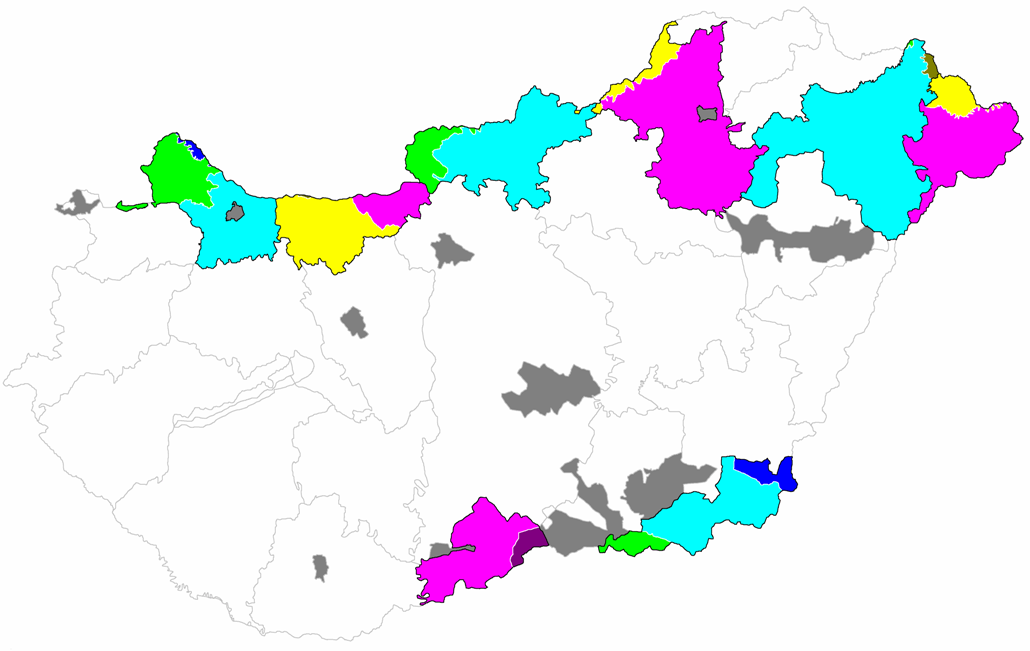
Reforma administracyjna w 1923

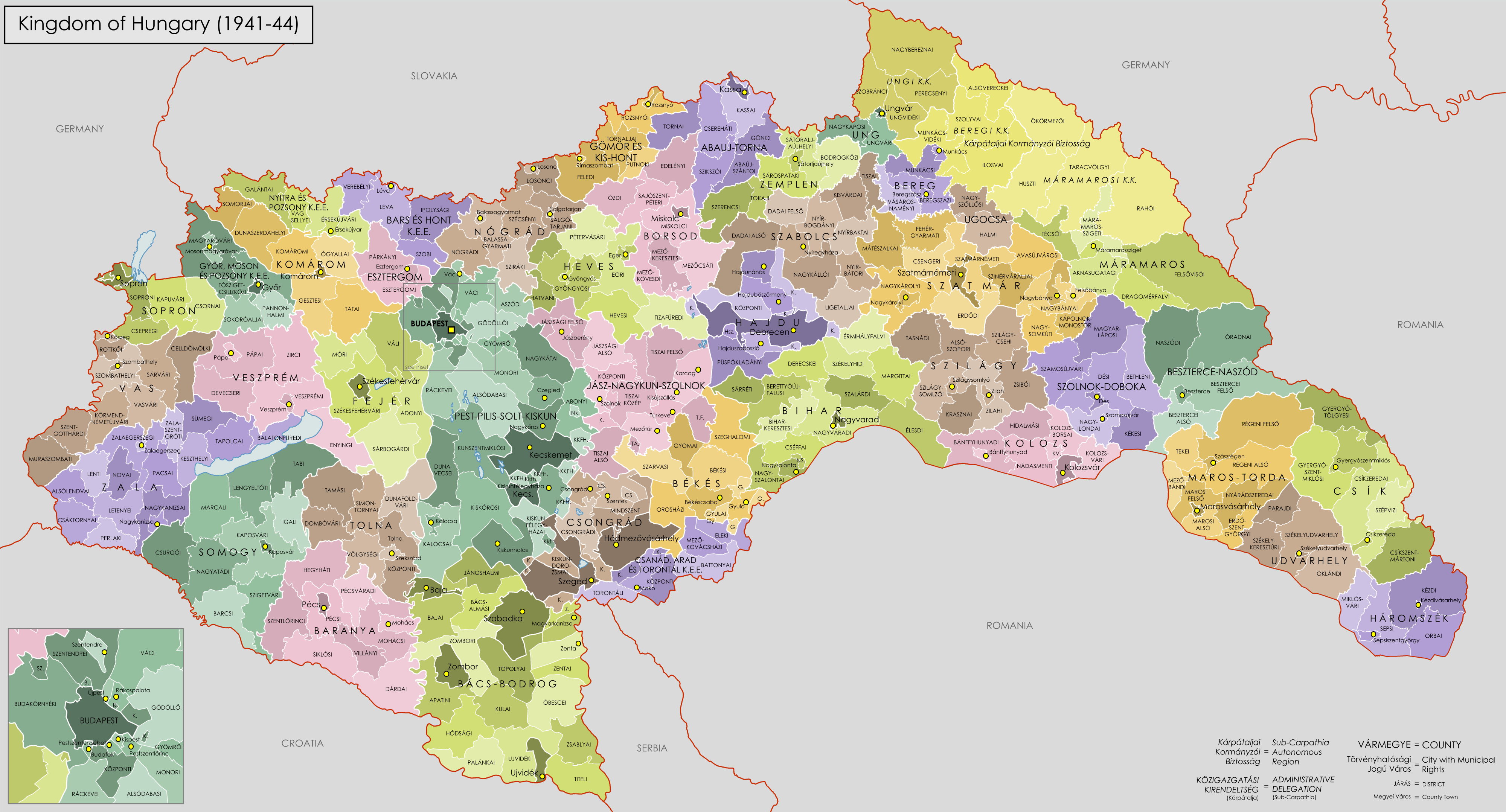
Podział administracyjny Węgier w latach 1941–44

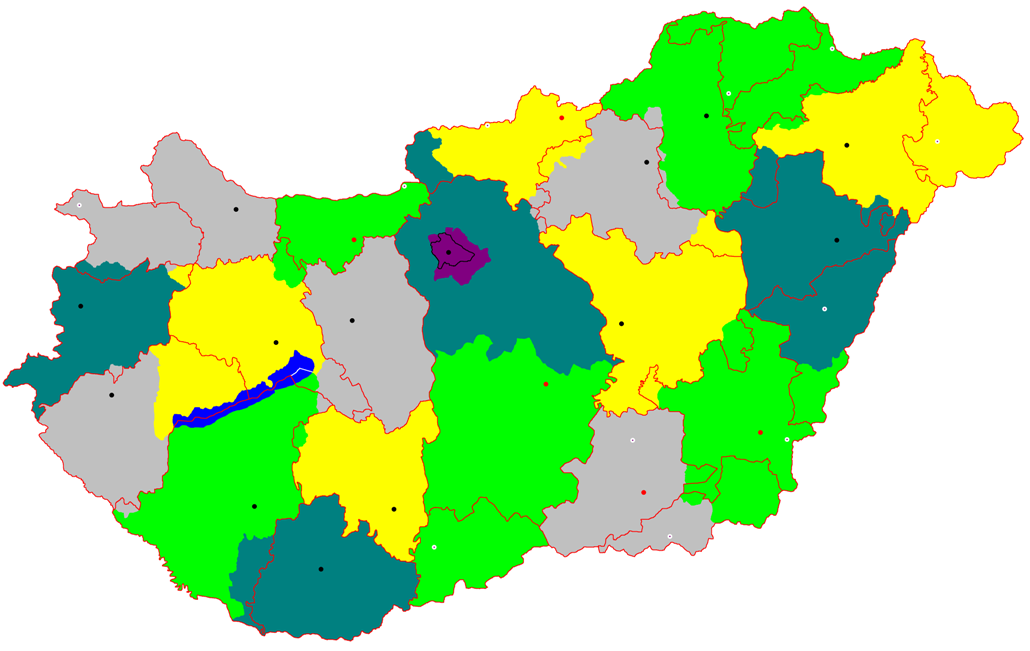
Reforma administracyjna w 1950

Drastyczne zmiany na administracyjnej mapie Węgier powstały w następstwie traktatu w Trianon. Nowe granice przecięły wiele komitatów. Ich części pozostałe przy Węgrzech łączono, dokonując przy okazji drobnych zmian granic:
- resztki komitatów Pozsony i Moson przyłączono do komitatu Győr, tworząc komitat Moson-Győr,
- resztkę komitatu Hont przyłączono do komitatu Pest-Pilis-Solt-Kiskun,
- resztkę komitatu Gömör és Kishont przyłączono do komitatu Borsod,
- resztkę komitatu Bereg przyłączono do komitatu Szabolcs.

Po aneksji południowej Słowacji, Zakarpacia i północnego Siedmiogrodu w latach 1938–1940 na przyłączonych terenach przywrócono system komitatów, modyfikując go w miarę potrzeby. Po zakończeniu II wojny światowej i po objęciu władzy przez komunistów, 1 stycznia 1950 dokonano ostatniej istotnej reformy administracyjnej. Dokonano wtedy między innymi następujących zmian:
- ogromny komitat Pest-Pilis-Solt-Kiskun podzielono na część północną – komitat Pest i południową – Kiskun, do której dołączono pozostałą przy Węgrzech część komitatu Bács-Bodrog, tworząc komitat Bács-Kiskun,
- połączono węgierskie części komitatów Moson i Sopron z komitatem Győr, tworząc komitat Győr-Moson-Sopron,
- połączono węgierskie części komitatów Komárom i Esztergom tworząc komitat Komárom-Esztergom,
- węgierskie części komitatów Abaúj-Torna i Zemplén przyłączono do komitatu Borsod, tworząc komitat Borsod-Abaúj-Zemplén,
- węgierskie części komitatów Szatmár i Bereg przyłączono do komitatu Szabolcs, tworząc komitat Szabolcs-Szatmár-Bereg,
- komitat Hajdú i węgierską część komitatu Bihar połączono w komitat Hajdú-Bihar,
- węgierską część komitatu Arad oraz komitat Csanád podzielono między komitaty Békés i Csongrád.

Dokonano również znaczących zmian w przebiegu granic komitatów. W okresie powojennym stopniowo spadała również liczba powiatów, które łączono. Ze 150 w 1945 w 1983 pozostały 83.
Ostatnią reformą podziału terytorialnego Węgier było zastąpienie dotychczasowych dużych powiatów (járás) przez 168 małych powiatów (kistérség). Dokonano tego ustawą z 18 grudnia 2003.